# 리벤지 45
《리벤지 45》(.45)는 미국에서 제작된 게리 레넌 감독의 2006년 독립 스릴러 영화이다. 밀라 요보비치, 앵거스 맥페이든, 스티븐 도프, 아이샤 타일러 등이 출연하였다. 이 영화는 그리스, 타이완, 싱가포르, 일본, 대한민국, 멕시코에서 극장 상영되었다.

## 줄거리
뉴욕 퀸스 마약상 빅 앨은 여자친구 캣이 라이벌 마약상 호제이와 바람을 피운 것으로 오해해 폭행을 휘두르고 자신을 떠나지 못하도록 협박한다. 캣은 호제이, 전 연인 빅, 빅 앨의 동료 라일리, 가정 폭력 피해 여성 모임 소속 리즈에게 각각 빅 앨을 해결해달라고 구슬린다. 이중 한 사람이 빅 앨의 45구경 권총을 훔쳐 빅 앨의 부하 클랜시를 쏴죽이고 빅 앨에게 누명을 씌운다.

## 출연
- 밀라 요보비치 - 캣 역
- 앵거스 맥페이든 - 빅 앨 역
- 스티븐 도프 - 라일리 역
- 아이샤 타일러 - 리즈 역
- 세라 스트레인지 - 빅 역
- 빈센트 러레스카 - 호제이 역
- 토니 먼치 - 클랜시 역
- 케이 호트리 - 마지 역
- 돈 그린홀시 - 프랜 역
- 놀라 오거스천 - 거티 역

## 제작
촬영은 주로 2006년 캐나다 온타리오주 토론토에서 완료되었다.